# Pajiștile lui Suciu
Pajiștile lui Suciu este o arie protejată (arie specială de conservare — SAC, sit de importanță comunitară — SCI) din România, desemnată în scopul protejării biodiversității și menținerii într-o stare de conservare favorabilă a florei spontane și faunei sălbatice, precum și a habitatelor naturale de interes comunitar aflate în arealul zonei protejate. Această arie protejată este situată în Transilvania, pe teritoriul administrativ al județului Alba.

## Localizare
Aria naturală se întinde în partea nord-estică a județului Alba (Blaj, Bucerdea Grânoasă, Fărău, Hopârta, Jidvei, Lopadea Nouă, Șona, Rădești, Sâncel, Teiuș) în Podișul Târnavelor, în imediata apropiere a drumului național DN1, care leagă municipiul Alba Iulia de orașul Turda.

## Înființare
Zona a fost declarată sit de importanță comunitară prin Ordinul Ministerului Mediului și Dezvoltării Durabile Nr.1964 din 13 decembrie 2007 (privind instituirea regimului de arie naturală protejată a siturilor de importanță comunitară, ca parte integrantă a rețelei ecologice europene Natura 2000 în România) și se întinde pe o suprafață de 16.017,4 hectare. Situl a fost protejat și ca arie specială de conservare în mai 2022.

## Biodiversitate

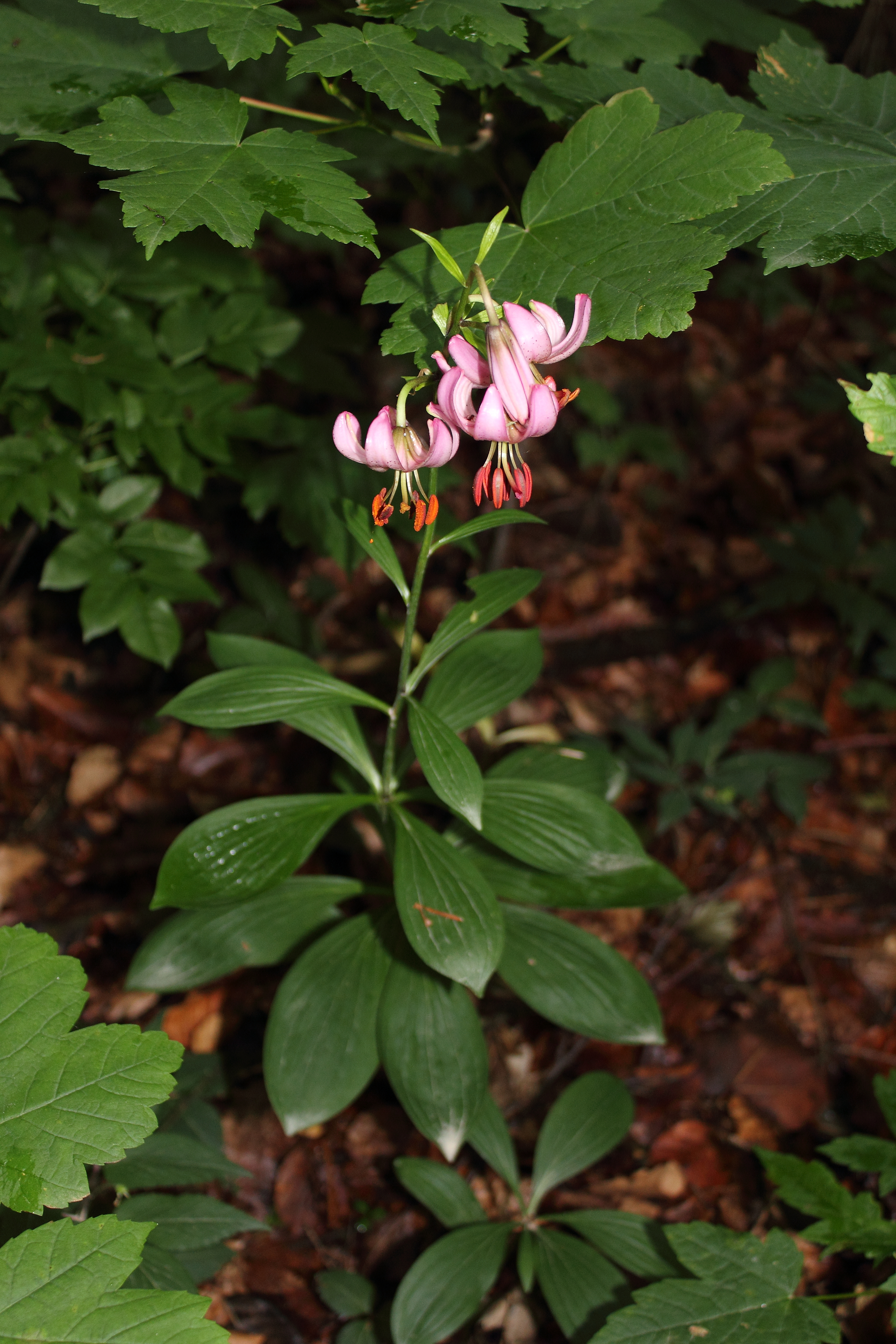
Crin de pădure (Lilium martagon)

Pajiștile lui Suciu reprezintă o zonă naturală (încadrată în bioregiune continentală) aflată în Dealurile Lopadei (subunitate geomorfologică a Podișului Târnavelor Mici), ce conservă habitate naturale de tip: Pajiști stepice subpanonice, Păduri dacice de stejar si carpen și Tufărișuri subcontinentale peri-panonice și protejază floră și faună rară specifică zonei depresionare a Transilvaniei. 
La baza desemnării sitului se află șase specii de reptile și amfibieni enumerate în anexa I-a a Directivei Consiliului European 92/43/CE din 21 mai 1992 (privind conservarea habitatelor naturale și a speciilor de faună și floră sălbatică); astfel: vipera de fâneață (Vipera ursinii rakosiensis), broasca țestoasă de baltă (Emys orbicularis), buhaiul de baltă cu burta roșie (Bombina bombina), izvoraș-cu-burta-galbenă (Bombina variegata), tritonul cu creastă (Triturus cristatus) și tritonul comun transilvănean (Triturus vulgaris ampelensis).
Printre speciile floristice enumerate în aceeași anexă se află: capul-șarpelui (Echium maculatum), târtanul (Crambe tataria) și stânjenelul sălbatic (Iris aphylla ssp. hungarica); care vegetează alături de: frăsinel (Dictamnus albus), stânjenei (Iris humilis), stânjenei pestriți (Iris variegata), tulichină (Daphne mezereum), mlăștiniță (Epipactis helleborine), dumbravnic (Melittis melissophyllum),  jaleș (Salvia nutans), gura lupului (Scutellaria alpina ssp. supina), salvie (Salvia transsylvanica), tulichină (Daphne mezereum), drob (Chamaecytisus albus), crin de pădure (Lilium martagon) sau știrigoaie (Veratrum nigrum).

## Căi de acces
- Drumul național DN1 pe ruta: Alba Iulia - Teiuș - Aiud - drumul județean DJ107C spre Băgău.

## Monumente și atracții turistice
În vecinătatea sitului se află numeroase obiective de interes istoric, cultural și turistic; astfel:

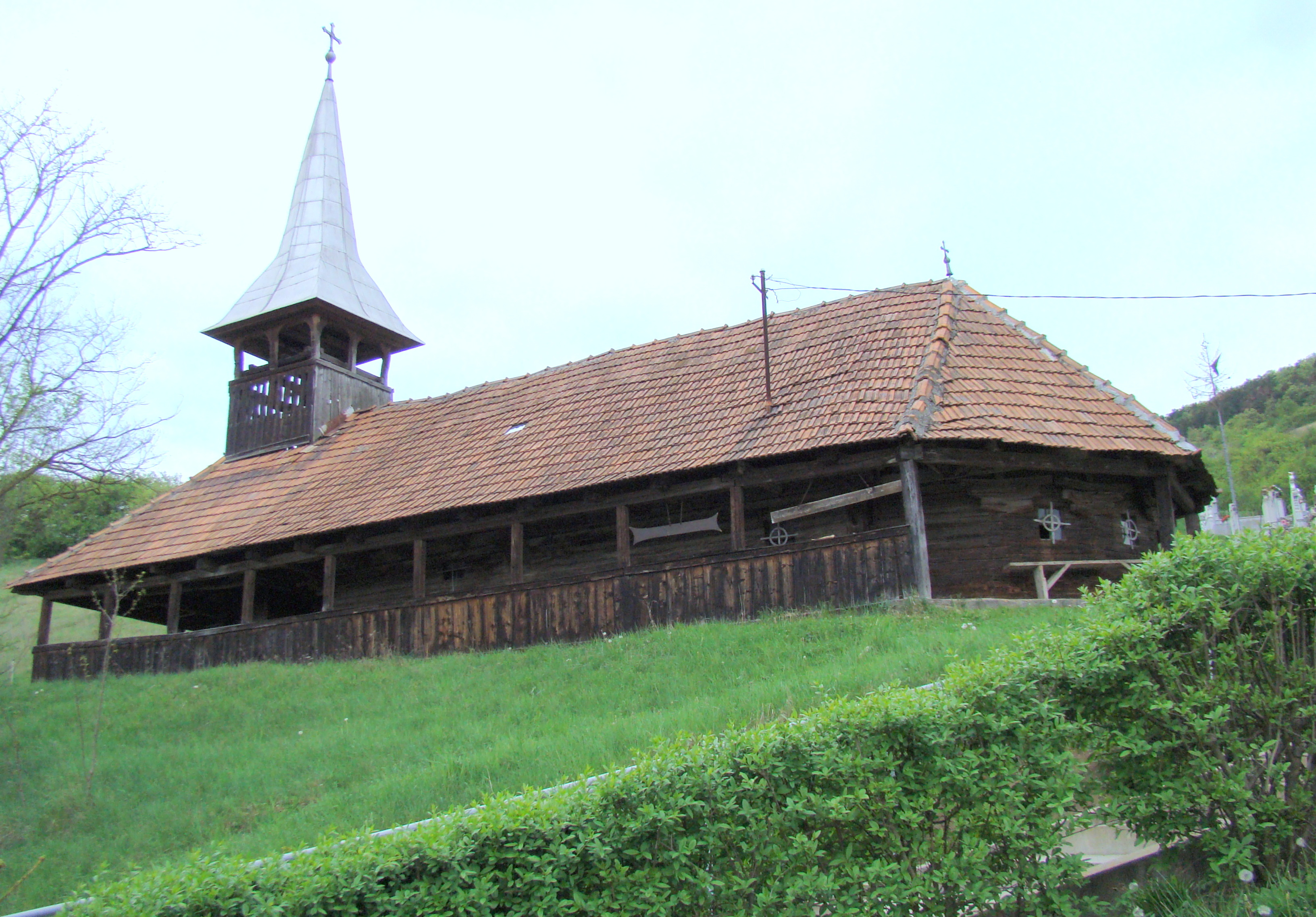
Biserica de lemn din Băgău

- Biserica "Adormirea Maicii Domnului" din satul Valea Sasului, construită în anul 1790.
- Biserica evanghelică fortificată din satul Șona, construcție secolul al XVI-lea.
- Biserica reformată din satul Sânmiclăuș, construită în stil baroc în anul 1750.
- Biserica unitariană din Sânmiclăuș, construcție secolul al XIII-lea.
- Biserica reformat-calvină din satul Lopadea Nouă, construcție secolul al XV-lea, monument istoric.
- Biserica de lemn "Sfântul Teodor Tiron" din satul Băgău, construcție secolul al XVIII-lea, monument istoric.
- Conacul "Alexius și Georgius Bethlen" din satul Sânmiclăuș, construcție secolul al XVII-lea.
- Sit arheologic de la Sânmiclăuș.
- Rezervația naturală Tăul fără fund de la Băgău (7,40 ha).